# Habropoda moesta
Habropoda moesta är en biart som beskrevs av Popov 1952. Habropoda moesta ingår i släktet Habropoda och familjen långtungebin. Inga underarter finns listade i Catalogue of Life.